# Eulendorf (Hainichen)
Eulendorf ist ein Ortsteil von Hainichen im Landkreis Mittelsachsen in Sachsen. Er wurde am 1. Januar 1994 eingemeindet.

## Geographie

### Geographische Lage
Eulendorf liegt südöstlich der Stadt Hainichen am Eulenbach, einem Zufluss der Kleinen Striegis.

### Nachbarorte
|                | Cunnersdorf                                 |            |
| Berthelsdorf   | Kompassrose, die auf Nachbargemeinden zeigt | Riechberg  |
| Langenstriegis |                                             | Bockendorf |

## Geschichte
Das Waldhufendorf Eulendorf wurde im Jahr 1284 als „Ulendorf“ erwähnt. Der Ort entstand jedoch schon in der Zeit um 1150 bis 1162. Eulendorf gehörte ursprünglich zum Besitz des Klosters Altzella. Nach der Säkularisation des Altzellaer Klosterbesitzes im Jahr 1540 kam der Ort zum neu gegründeten wettinischen Amt Nossen. Eulendorf gehörte bis 1856 als Amtsdorf zum kursächsischen bzw. königlich-sächsischen Amt Nossen. Kirchlich ist der Ort seit jeher nach Bockendorf gepfarrt.
Ab 1856 gehörte Eulendorf zum Gerichtsamt Hainichen und ab 1875 zur Amtshauptmannschaft Döbeln, welche 1939 in Landkreis Döbeln umbenannt wurde.
Mit der ersten Kreisreform in der DDR kam die Gemeinde Eulendorf im Jahr 1950 zunächst zum Landkreis Flöha. Mit der zweiten Kreisreform in der DDR wurde sie im Jahr 1952 dem Kreis Hainichen im Bezirk Chemnitz (1953 in Bezirk Karl-Marx-Stadt umbenannt) angegliedert. Seit 1990 gehörte Eulendorf zum sächsischen Landkreis Hainichen, der 1994 im Landkreis Mittweida und 2008 im Landkreis Mittelsachsen aufging. Am 1. Januar 1994 wurde Eulendorf nach Hainichen eingemeindet.